# Uttenweiler
Uttenweiler ist eine baden-württembergische Gemeinde im Landkreis Biberach.

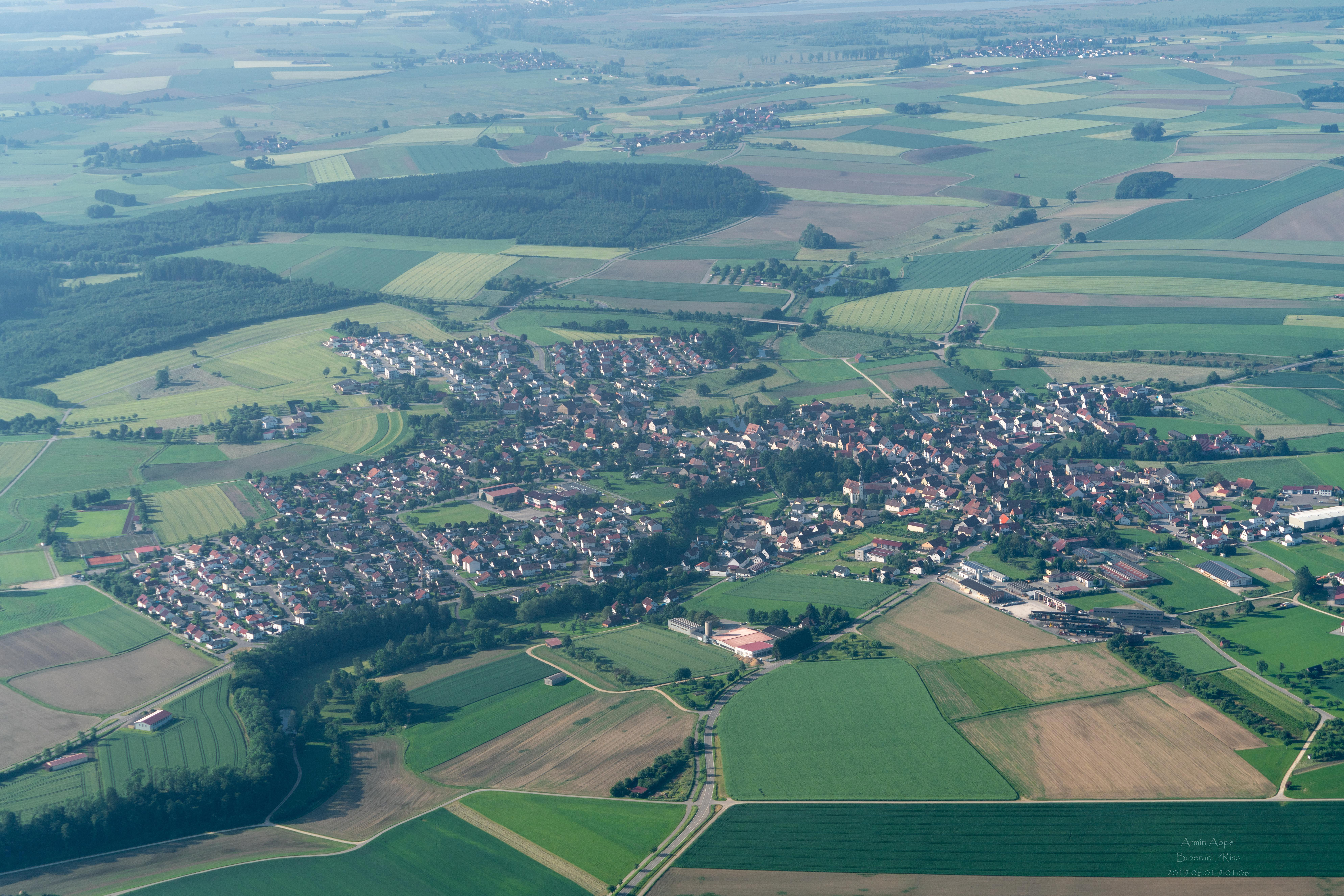
Luftbild von Uttenweiler

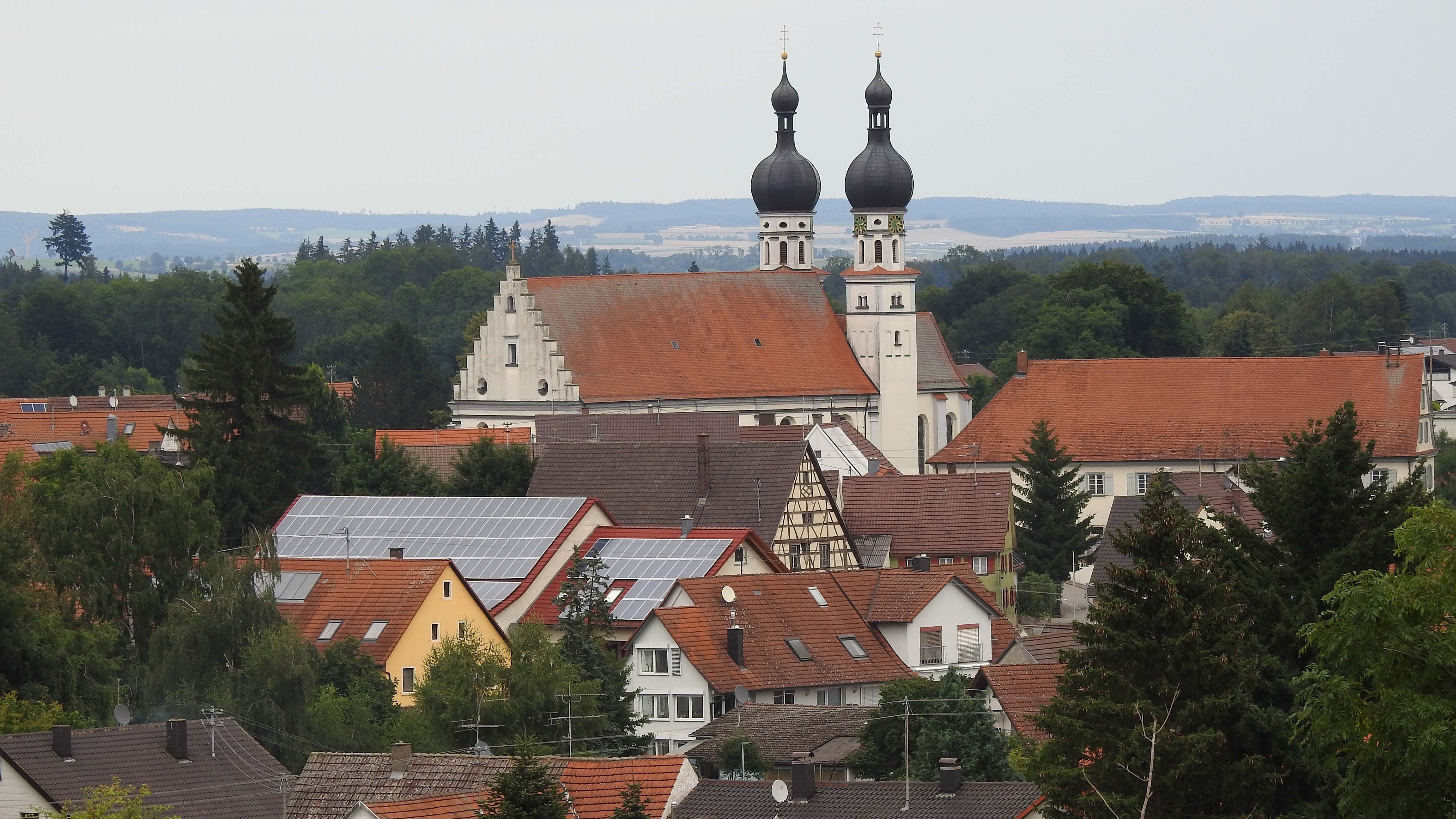
Uttenweiler von Süden

## Geographie

### Lage
Uttenweiler liegt östlich des Bussen, Oberschwabens Hausberg, zwischen den Städten Biberach an der Riß und Riedlingen.

### Gemeindegliederung
Die Gemeinde Uttenweiler besteht aus den Orten Ahlen, Dentingen, Dietershausen, Dieterskirch, Dobel, Minderreuti, Oberwachingen, Offingen, Aderzhofen, Uttenweiler und Sauggart.

### Nachbargemeinden
Uttenweiler grenzt im Osten an Attenweiler, im Süden an Seekirch, Alleshausen und Betzenweiler, im Westen an Dürmentingen und Unlingen und im Norden an den Alb-Donau-Kreis mit den Gemeinden Obermarchtal, Hausen am Bussen, Unterwachingen, Emerkingen, Oberstadion und Grundsheim. Unlingen hat zudem eine Exklave innerhalb des Gemeindegebiets von Uttenweiler.

### Schutzgebiete
Im äußersten Süden der Gemeinde hat sie einen kleinen Anteil am Naturschutzgebiet Nördliches Federseeried, welches gleichzeitig zum Vogelschutzgebiet Federseeried gehört. Westlich von Uttenweiler liegt das kleine Landschaftsschutzgebiet Teich in der Gansgrube. Der Westen des Gemeindegebiets gehört zum Landschaftsschutzgebiet Bussen. Die Gemeinde hat darüber hinaus Anteile an den drei FFH-Gebieten Federsee und Blinder See bei Kanzach, Wälder bei Biberach und Donau zwischen Munderkingen und Riedlingen.

## Geschichte

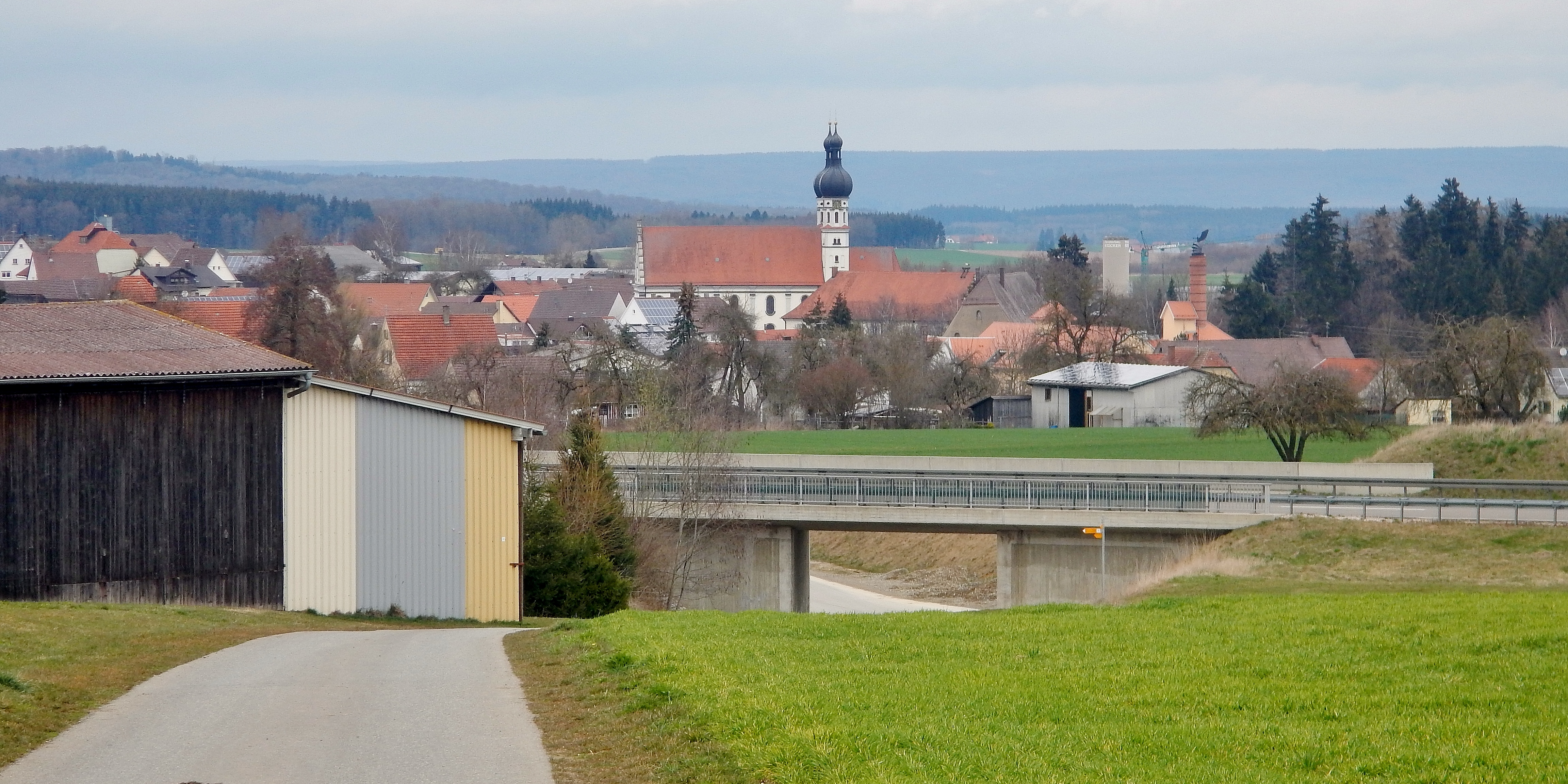
Blick auf Uttenweiler

### Mittelalter
Uttenweiler wurde erstmals 1173 urkundlich erwähnt. Der Name geht angeblich auf die Selige Uta zurück, die 772 hier gestorben sein soll. Im Hochmittelalter gehörte das Gebiet zum Herzogtum Schwaben und gelangte im Spätmittelalter in den Territorialverband der schwäbischen Vorlande des Hauses Habsburg. Der damalige Ortsherr Berthold vom Stain stiftete der Gemeinde 1449 ein Augustinerkloster.
siehe auch Burg Aderzhofen, Adelssitz Ahlen, Ruine Bussen, Wasserburg Sauggart, Burg Schlossberg (=Dobelburg)

### Neuzeit
Als Folge des Reichsdeputationshauptschlusses kam Uttenweiler 1803 an die Fürsten von Thurn und Taxis, fiel aber bereits 1806 an das Königreich Württemberg. Dort wurde es dem Oberamt Riedlingen und 1938 dem Landkreis Saulgau zugeordnet. 1945 wurde Uttenweiler Teil der Französischen Besatzungszone und kam somit zum neu gegründeten Land Württemberg-Hohenzollern, welches 1952 im Land Baden-Württemberg aufging. Die Kreisreform von 1973 führte zur Zugehörigkeit zum Landkreis Biberach.
Am 1. Januar 1973 wurden die bis dahin selbständigen Gemeinden Ahlen und Sauggart nach Uttenweiler eingemeindet. Die heutige Gemeinde Uttenweiler entstand am 1. Oktober 1974 durch Vereinigung der Gemeinden Uttenweiler, Dietershausen, Dieterskirch, Oberwachingen und Offingen.

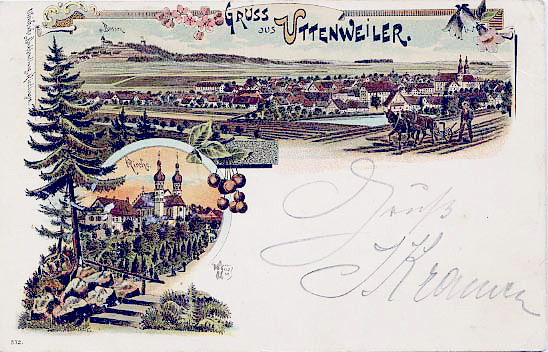
Uttenweiler um 1900

## Politik

### Gemeinderat
Der Gemeinderat besteht aus 16 ehrenamtlichen Mitgliedern, die für eine Amtszeit von fünf Jahren gewählt werden, und dem Bürgermeister als ebenfalls stimmberechtigtem Vorsitzenden. Bei der letzten Wahl am 9. Juni 2024 trat als einzige Gruppierung die „Offene Bürgerliste“ an, deren Kandidierende insgesamt 99,7 Prozent der Stimmen auf sich vereinigen konnten, woraufhin die 16 Kandidierenden mit der höchsten Stimmenanzahl in den Gemeinderat einzogen. Die restlichen 0,3 Prozent der Stimmen entfielen auf andere Einzelbewerber, von denen keiner ein Mandat gewinnen konnte. Die Wahlbeteiligung betrug 70,9 Prozent (2019: 69,5 %).
Darüber hinaus bestehen für die Ortsteile Ahlen, Dieterskirch, Offingen und Sauggart jeweils eigene Ortschaftsräte.

### Bürgermeister
Im Dezember 2014 wurde Werner Binder im ersten Wahlgang zum neuen Bürgermeister gewählt. Am 4. Dezember 2022 wurde er mit 91,8 Prozent der Stimmen für eine zweite Amtszeit wiedergewählt.

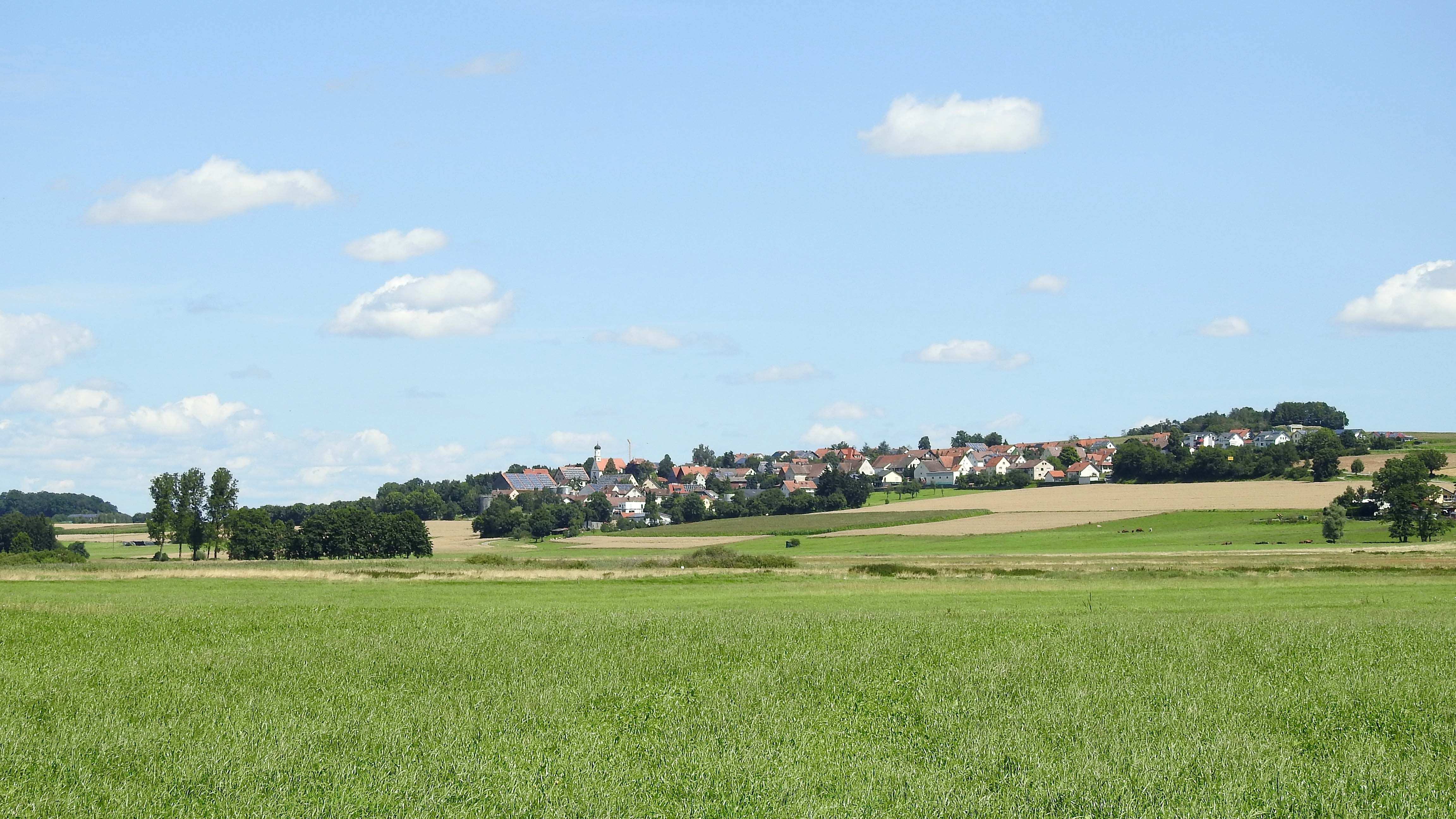
Ahlen von Südwesten

### Wappen
| Wappen der Gemeinde Uttenweiler | Blasonierung: „In Blau zwei schräggekreuzte goldene (gelbe) Pfeile.“ |
| Wappen der Gemeinde Uttenweiler | Wappenbegründung: Als Ortszeichen von Uttenweiler galten bereits im ausgehenden 15. Jahrhundert zwei schräggekreuzte Pfeile. Gemeindesiegel mit diesem Zeichen sind in Abdrucken seit 1494 belegt. Nach Festlegung der Farben zu Beginn des Jahres 1966 wurde das beschriebene Wappen und eine Flagge in den gleichfalls genannten Farben am 17. Januar 1967 vom Innenministerium Baden-Württemberg verliehen. Das Wappen der früheren Gemeinde Uttenweiler wurde für die 1974 neugebildete und vergrößerte Gemeinde zusammen mit der Flagge am 31. August 1988 vom Landratsamt Biberach neu verliehen. |

### Gemeindepartnerschaften
- Oetwil am See im Kanton Zürich in der Schweiz
- Penig in Sachsen in Deutschland[9]

## Bildungseinrichtungen
Uttenweiler verfügt über eine Grundschule.

## Kultur und Sehenswürdigkeiten

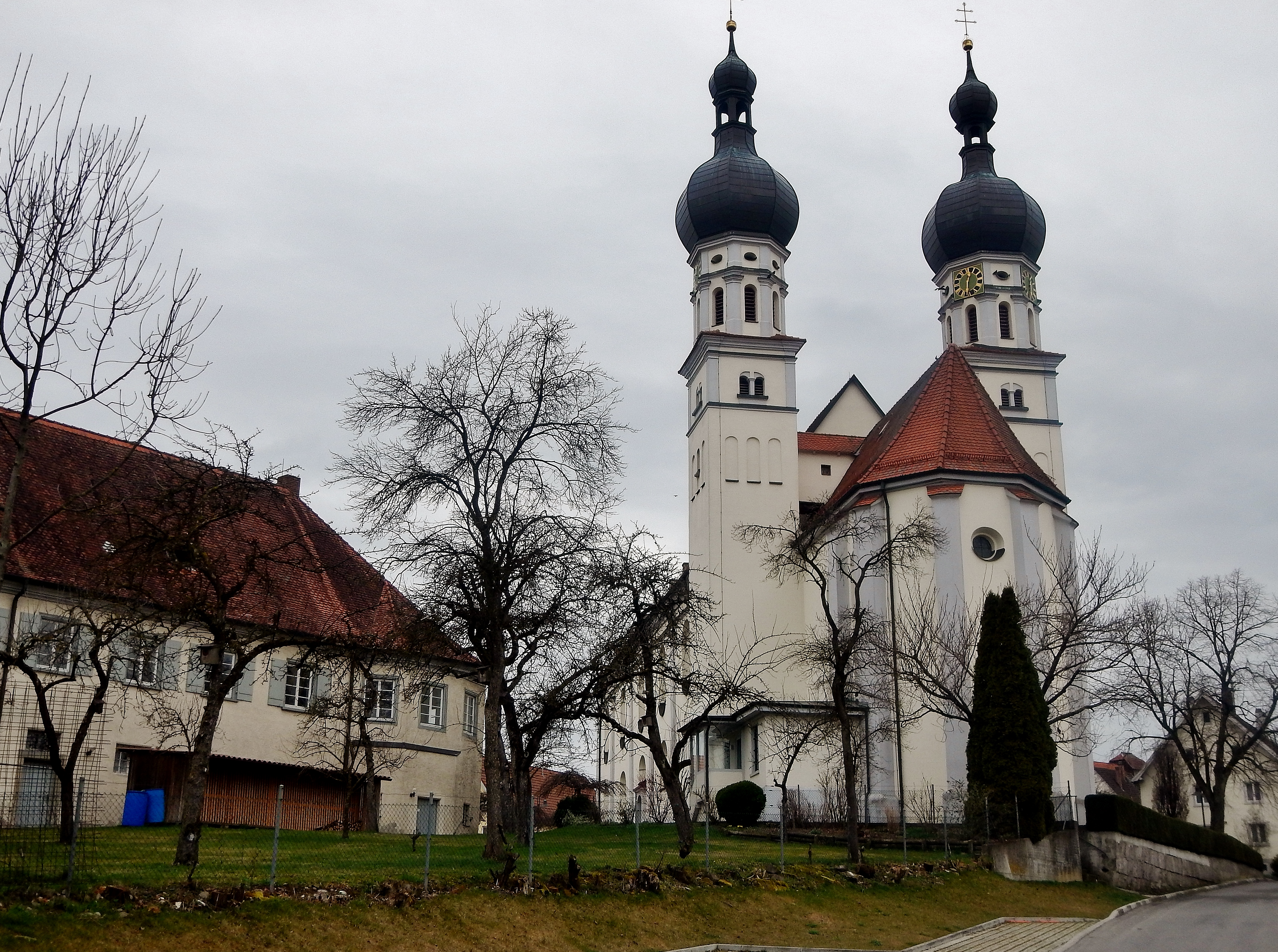
Pfarrkirche St. Simon und Judas

- Bussen („Der heilige Berg Oberschwabens“) mit Burgruine Bussen
- Ahlener Eiche, Uttenweiler

### Museen
- Museum „Kruscht und Krempel“ Gerold Moll
- Oldtimermuseum der Familie Amann
- Sebastian-Sailer-Gedenkstätte in Dieterskirch
- Oldtimermuseum Anton Kegel

### Bauwerke
- Pfarrkirche St. Simon und Judas Uttenweiler

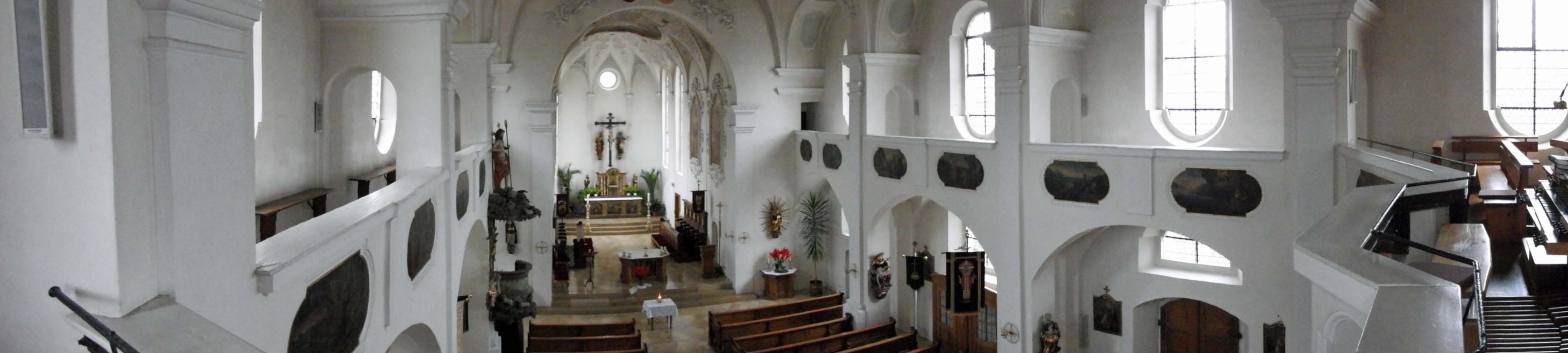
Pfarrkirche Uttenweiler – Innenansicht

- neben der Pfarrkirche Spolie an Hauswand, Grabplatte des Hans Wilhelm von Neuhausen (1532–1570), vermählt mit Barbara von Stadion, mit Ehewappen Neuhausen/Stadion
- ehemaliges Kloster der Augustiner-Eremiten, das von der Ortsherrschaft Mitte des 15. Jh. gestiftet und 1807 aufgehoben wurde. Von der ursprünglichen Vierflügelanlage aus dem 18. Jh. wurden 1824 drei Trakte abgebrochen, der einstige Südflügel ist jetzt Pfarrhaus.
- Schlossmühle, ein Fachwerkbau mit Wappen des Abtes Ulrich Blank von Obermarchtal, datiert 1723
- Schloss, schlichtes dreistöckiges Gebäude mit Krüppelwalmdach, 1617, verändert, Brauerei
- Wallfahrtskirche St. Johannes Baptist auf dem Bussen im Weiler Bussen, zugehörig zum Teilort Offingen
- Pfarrkirche St. Ursula in dem Teilort Dieterskirch, erbaut 1898 bis 1901 nach Plänen des bedeutenden Stuttgarter Kirchenbaumeisters Joseph Cades

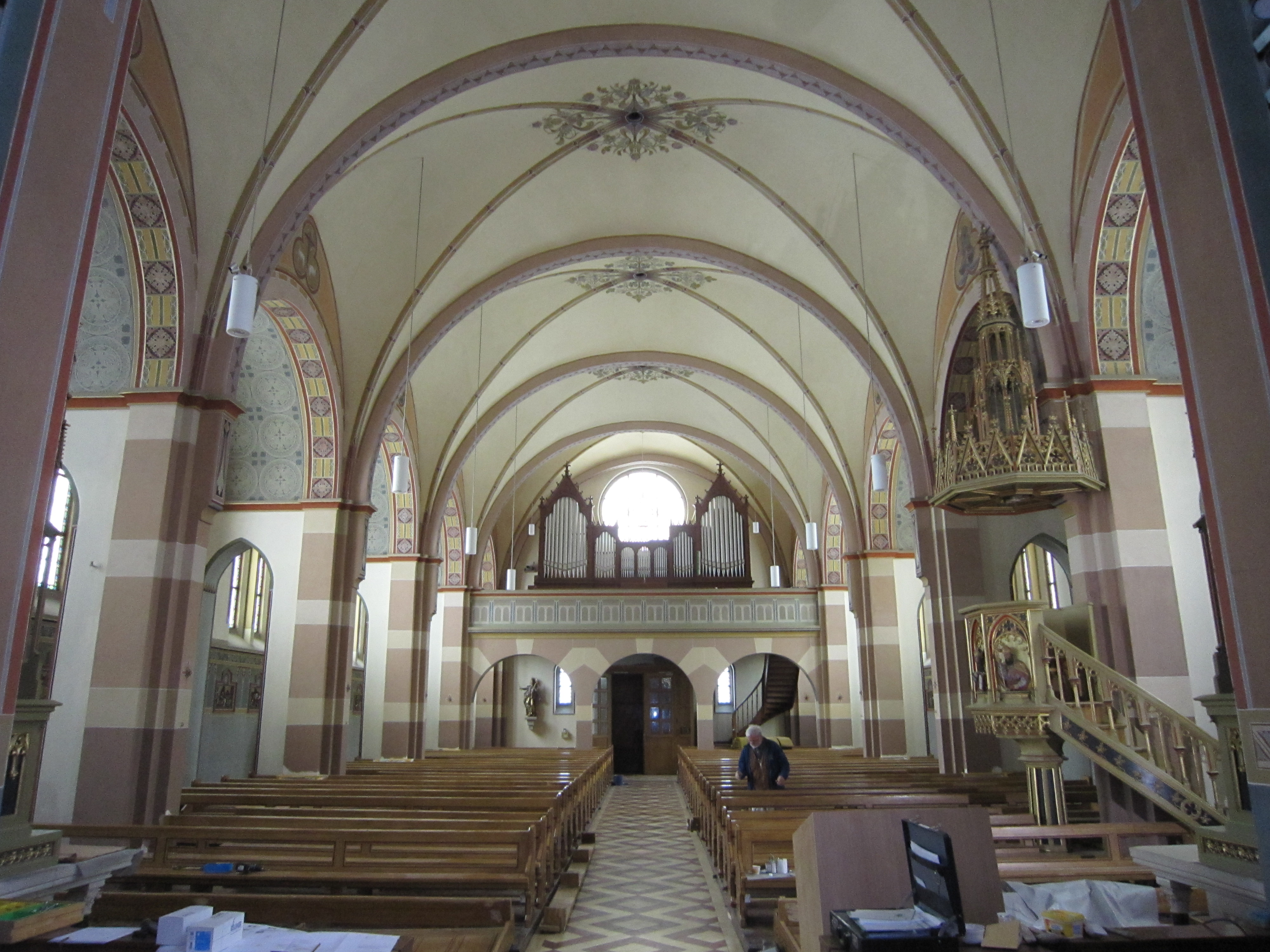
St. Ursula in Dieterskirch, Blick zur Empore, 2018

- Pfarrhof in dem Teilort Dieterskirch, erbaut 1733, Wappenstein mit den Initialen „VAZM“ für „Vlrich Abt Zu Marchtal“. Das Wappen gehört zum Obermarchtaler Abt Ulrich Johann Blank (geb. 21. Dezember 1673, gest. 17. Oktober 1748, amtierte als Abt von 1719 bis 1746). Rückwärtig Scheune, datiert auf 1750, Wappenstein mit den Initialen „EAZM“ für „Edmundus Abbas Zu Marchtal“, persönliches Wappen des Obermarchtaler Abtes Edmund II. Sartor bzw. Schneider (geb. 30. November 1696, gest. 12. Juni 1768).

## Wirtschaft und Infrastruktur
In Uttenweiler sind verschiedene Firmen ansässig, darunter einen Hersteller von Sonnenschirmen, eine Niederlassung der Firma Beurer und die Vektor Pharma TF.

### Verkehr
Der Ort ist über die Bundesstraße 312 an das Straßennetz angebunden.
Durch eine Alltagsroute aus dem Radnetz Baden-Württemberg ist Uttenweiler über Hailtingen (Gemeinde Dürmentingen) und Göffingen (Gemeinde Unlingen) mit Riedlingen und in der anderen Richtung über den Ortsteil Ahlen und über Attenweiler (Ortsteile Schammach und Gutershofen) mit Biberach an der Riß verbunden. Durch die Ortsteile Offingen, Dietershausen und Dieterskirch führt als Landes-Fernradweg der Oberschwaben-Allgäu-Radweg. Er ist eine Rundstrecke über Ulm und Tettnang und verläuft dabei von Alleshausen am Federsee in das Gemeindegebiet und weiter über Oberstadion nach Rottenacker.

## Persönlichkeiten
- Uta von Uttenweiler († 722), Selige des Ortes
- Bartholomäus Aich (17. Jahrhundert), Komponist und Organist in Lindau (Bodensee), stammte aus Uttenweiler
- Ulrich Blank (1673–1748) war Reichsprälat und Abt zu Marchtal (heute Obermarchtal, Alb-Donau-Kreis)
- Sebastian Sailer (1714–1777), Obermarchtaler Mönch und oberschwäbischer Dialektdichter, war 1756–1773 Pfarrer in Dieterskirch
- Johann Georg Weckenmann (* 1727 in Uttenweiler; † 1795 in Haigerloch) war Hofbildhauer bei Fürst Joseph Friedrich von Hohenzollern-Sigmaringen.
- Josef Zentner (* 1952), Neurochirurg und Hochschullehrer
- Felix Thome (* 1966), Kirchenhistoriker